# Richard A. Ballinger
Pour les articles homonymes, voir Ballinger (homonymie).
Richard Achilles Ballinger, né le (9 juillet 1858 à Boone (Iowa) et mort le 6 juin 1922 à Seattle (État de Washington), est un homme politique américain. Membre du Parti républicain, il est maire de Seattle entre 1904 et 1906, commissaire du General Land Office entre 1907 et 1908 puis secrétaire à l'Intérieur entre 1909 et 1911 dans l'administration du président William Howard Taft.

## Biographie
Ballinger est le fils de Richard Henry Ballinger et Mary Elizabeth Norton. 
En 1884, il est diplômé du Williams College en 1884, où il fut membre de la fraternité Zeta Psi 
Ballinger est admis au barreau en 1886 et s'installe à Seattle. Il se marie avec Julia Albertson Bradley plus tard la même année, le 26 octobre. Ils auront deux enfants, Edward Bradley Ballinger et Richard Talcott Ballinger.
Après l'administration de Thomas J. Humes durant la période de ruée vers l'or dans le Yukon, propice aux scandales,  
Ballinger est élu maire de Seattle en 1904. Avec le soutien des élites urbaines, il s'attaqua modérément aux problèmes de mœurs et s'opposa au syndicats. Il fit nommer le lac Ballinger, dans le comté de Snohomish au nord de la ville en l'honneur de son père, le Colonel Richard Ballinger. 

## Carrière fédérale

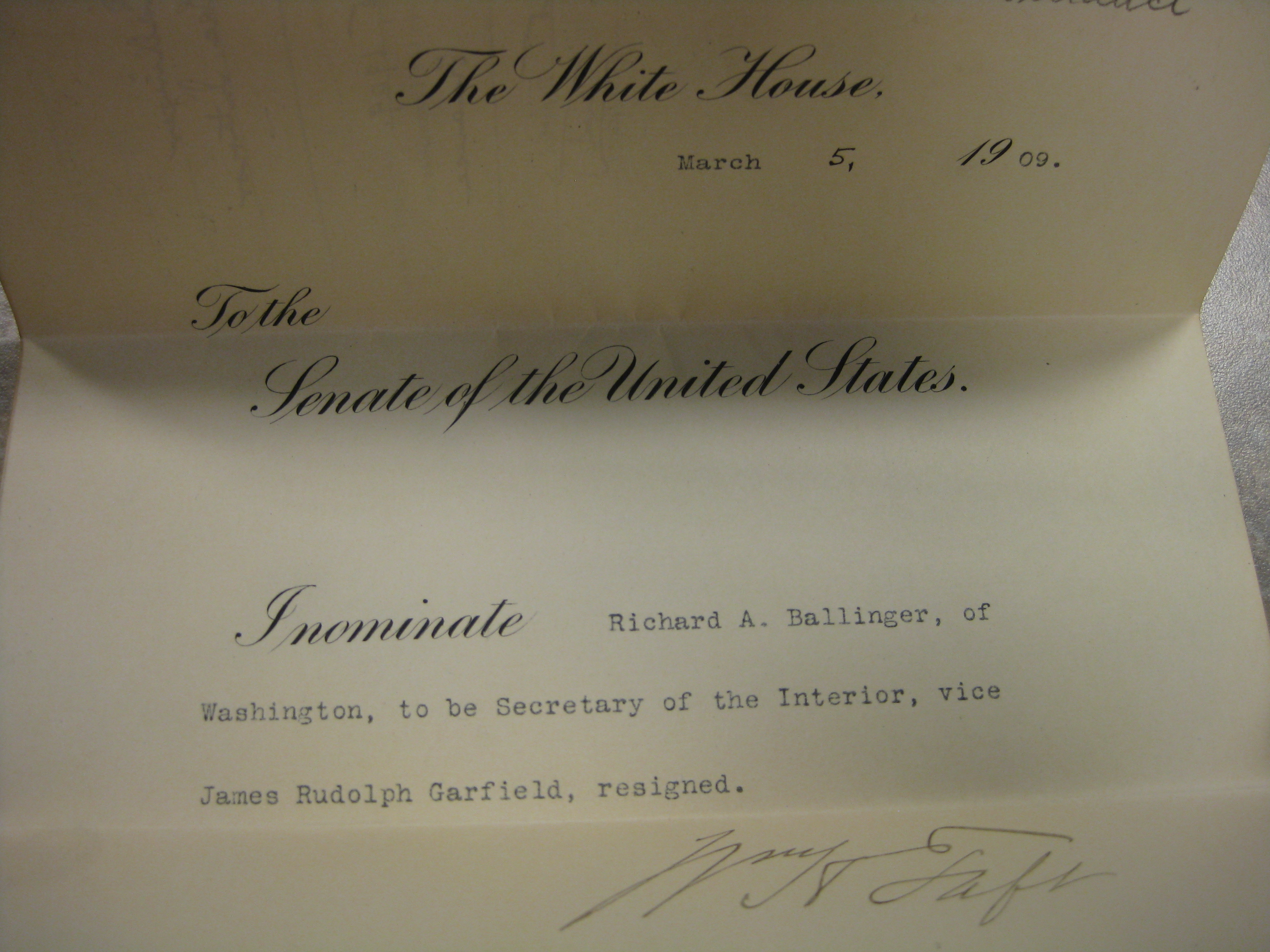
Nomination de Ballinger au secrétariat de l'intérieur

Après son mandat de maire de Seattle, Ballinger rejoint l'administration du président Theodore Roosevelt en tant que directeur du cadastre US de 1907 à 1908. In 1909, Ballinger participe à l'organisation de l'exposition mondiale Alaska–Yukon–Pacific, destinée à montrer le développement du nord-ouest des états unis.
En 1909, malgré la promesse de conserver à son service les membres du cabinet cabinet précédent, le président récemment élu William Howard Taft remplace le conservateur James R. Garfield par Ballinger au poste de  secrétaire de l'intérieur. L'une de ses premières décision est de révoquer la mise en indisponibilité administrative de parcelles susceptibles d'être exploitées pour le développement de l'énergie hydroélectrique, les réintégrant au domaine public louable. Les progressistes craignaient que des monopoles accapareraient ces sites pour soit contrôler soit nuire au développement du marché hydroélectrique, pour pouvoir en dicter les prix, car 13 entreprises (incluant General Electric et Westinghouse) contrôlaient déjà plus du tiers des ressources hydroélectriques à la fin du mandat Roosevelt. Cependant, cette restauration provoqua rapidement un scandale. En août, en parallèle de la conférence nationale sur l'irrigation à Spokane, dans l'État de Washington, un reporter de United Press publie un article à propos de 6500 hectares de terre dans le Montana vendus à de grandes entreprises (General Electric, Guggenheim and Amalgamated Copper). Ballinger commence par ignorer l'article, puis accuse les reporters de s'opposer au développement du nord-ouest. Bien qu'il fût prouvé que l'affaire de l'hydroélectrique du Montana était exagérée, les accusations de favoritisme poursuivirent Ballinger durant son mandat de secrétaire de l'intérieur.
Les attaques les plus sérieuses concernaient le développement du charbon dans la forêt nationale de Chugach par un promoteur de Seattle, connaissance de Ballinger, Clarence Cunningham, financé par une entreprise associée à J. P. Morgan et la famille Guggenheim de New York City. L'entreprise fit 33 demande d'attribution, alors que les lois foncière de l'Alaska avaient pour but de favoriser les petites exploitation agricoles et d’empêcher la constitution de monopoles et donc exigeaient du demandeur qu'il prouve qu'il agissaient en son nom propre, tout en limitant les demandes à une par personne, pour 65 hectare maximum. Alors directeur du cadastre, Ballinger accorde au promoteur un accès spécial aux dossiers du gouvernement. Pendant la période de plusieurs mois en 1908 entre son mandat au cadastre et celui de secrétaire de l'intérieur, Ballinger travaille pour le groupe de développement Cunningham, Morgan et Guggenheim, avec le gouvernement fédéral, faisant du lobbying auprès du secrétaire de l'intérieur, son prédécesseur Jim Garfield. En occupant lui-même le poste, Ballinger réassigne à d'autre tâche l'enquêteur en chef du cadastre Louis R. Glavis, puis finit par le renvoyer après que celui-ci se soit plaint auprès du chef du bureau des forêts Gifford Pinchot, par là même responsable de la forêt de Chugach, du président Taft et qu'il divulgua des informations à la presse.
Une série d'article de presse à scandales, incluant Glavis dans l'édition de novembre du Collier's Weekly éveilla l'intérêt des écologistes. un article du Hampton's accusa même le Président Taft de faire partie d'une conspiration initiée à la convention républicaine de 1908. Ballinger rejeta de nouveau les accusations  et le président Taft semblait vouloir voir s'achever la polémique, maintenant que Ballinger et Pinchot continuaient de veiller au respect des politiques écologique de Roosevelt. Néanmoins, Ballinger menaça de démissionner à moins que Taft ne consentit à une enquête du congrès pour l'exonérer, et en décembre, il écrivit au sénateur républicain de l'état de Washingtown Wesley Jones en ce sens.
Bien que Charles Taft conseilla au président de demander la démission de Ballinger, Taft soutint son subordonné, et l'avocat général George Wickersham antidata au 11 septembre 1909 un rapport concernant le licenciement de Glavis. Après qu'une source à Washington prévint Collier que Ballinger prévoyait de poursuivre en justice son magazine, une fois sa réputation rétablie, il engagea comme avocat Louis D. Brandeis. Pinchot exprima publiquement son désaccord vis-à-vis de Ballinger et son service transmis un nouveau rapportau sénateur Dolliver, républicain à la tête du comité de l'agriculture et des forêts. Cela entraîna le licenciement de  Pinchot, alors que Roosevelt était en Afrique. Pendant les auditions du comité spécial, Glavis et Pinchot témoignèrent, et le témoignage concernant le rapport antidaté par un sténographe forçat Taft a en assumer la responsabilité, tout en provoquant le licenciement du sténographe et d'autres employés. L'interrogatoire mené par Brandeis fit apparaître clairement l'opposition à l'écologie de Ballinger, mais rien de ne permis de poursuivre criminellement Ballinger. Néanmoins, la crédibilité de Ballinger au département de l'intérieur était ruinée.